# 奧塔納市

奧塔納市（西班牙語：Municipio Autana），是委內瑞拉的一個市，位於該國南部亞馬遜州，首府設於伊斯拉拉通，面積12,291平方公里，2011年人口8,349，人口密度為每平方公里0.56人。